# Ginewra

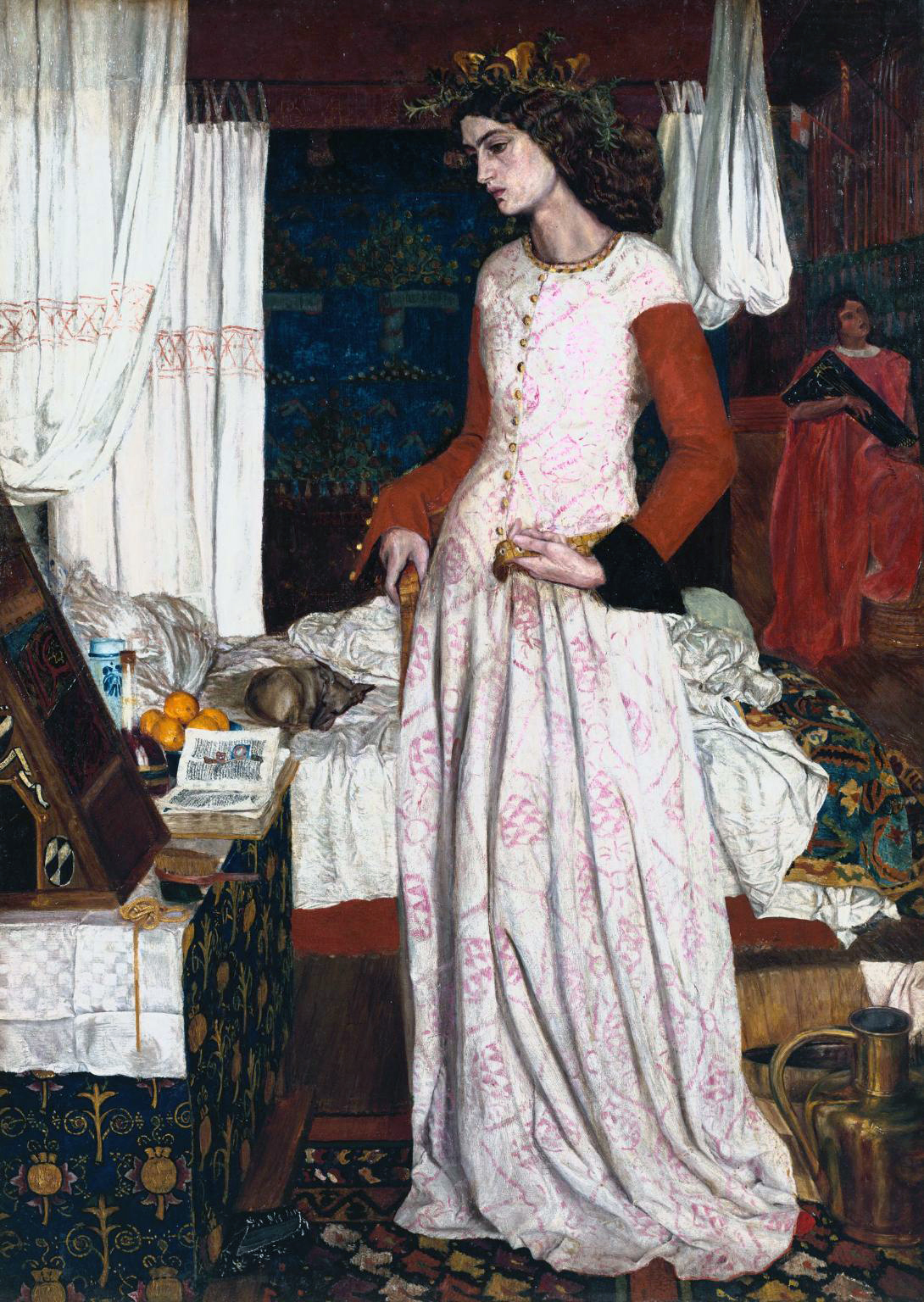
Królowa Ginewra, mal. William Morris

Ginewra (walij. Gwenhwyfar, ang. Guinevere) – postać z legend arturiańskich, żona króla Artura, w niemal wszystkich wersjach legendy bezdzietna. Była córką jego przyjaciela i sojusznika Leodegrance'a (Leodegana), króla Cameliard, i miała siostrę o imieniu Gwenhwyfach.  
Artur ożenił się z Ginewrą w wieku 13 lat, wraz ze wstąpieniem na tron, w imię sojuszu z jej ojcem Leodegrance'm – bądź też, gdy spotkawszy ją w czasie jednej ze swych misji, zakochał się w niej bez pamięci. W legendach arturiańskich powtarza się motyw porwania Ginewry. W jednych wersjach porwał ją król Melwas i uwięził w swojej twierdzy w Glastonbury, według Życia Gildas Ginewra została uwolniona dzięki mediacji św. Gildasa, zanim jeszcze Artur rozpoczął oblężenie twierdzy. W innych wersjach porywaczem był Malagant, były rycerz Okrągłego Stołu, który stał się nieprzyjacielem Artura. 
Ukochanym Ginewry był przyjaciel króla Artura, Lancelot z Jeziora, który obrał ją za damę swego serca, dokonywał w jej imię bohaterskich czynów i zaprzysiągł bronić z mieczem w ręce jej czci i sławy. Ginewra wygnała Lancelota z zamku, gdy ten zdradził ją z Elaine z Corbenic, która dzięki czarom przybrała postać żony Artura i zwabiła tym sposobem jej ukochanego do swego łoża.
Ujawnienie romansu Ginewry i Lancelota przez synów króla Lota, było przyczyną rozłamu wśród Rycerzy Okrągłego Stołu. Lancelot w obronie ukochanej zabił kilku swoich byłych przyjaciół, potem walczył z samym królem Arturem. Kiedy Artur walczył z Lancelotem, zostawił Ginewrę pod opieką swojego syna – Mordreda, a ten postanowił zająć miejsce ojca na tronie i u boku Ginewry. Ostatecznie w bitwie pod Camlann Mordred zabił Artura, ale najpierw sam otrzymał śmiertelną ranę. Razem ze śmiercią Artura upadł Camelot. Po tych wszystkich wydarzeniach Ginewra złożyła śluby zakonne.